# Michiel Horn
Michiel Steven Daniel Horn (Baarn, 3 september 1939) is een Canadese hoogleraar, schrijver en historicus.
Zijn familie emigreerde in 1952 naar het Canadese Victoria, British Columbia.
In 1956 volgde zijn promotie aan de Victoria High School. 
Horn haalde zijn Bachelor of Arts aan de Universiteit van Brits-Columbia, en een Master of Arts en Philosophiae Doctor aan de Universiteit van Toronto. Tegenwoordig is hij emeritus hoogleraar in de geschiedenis en universiteitsgeschiedenis aan het Glendon College, York University, in Toronto, waar hij sinds 1968 werkte.
In 2002 werd hij lid van de Royal Society of Canada in Academy II (Sociale Wetenschappen). Horn schreef in 1980 A Liberation Album: Canadians in the Netherlands, 1944-45, over de rol van het Canadese leger in de bevrijding van Nederland.

## Familie
Uit zijn huwelijk met advokaat Maria Schuh in dienst van de regering van Ontario, kwamen twee zoons, Daniel en Patrick.